# Dicastero per i vescovi
Il Dicastero per i vescovi (in latino Dicasterium pro episcopis) è uno dei 16 dicasteri della Curia romana.

## Storia
Fu istituito il 22 gennaio 1588 da papa Sisto V con la costituzione apostolica Immensa Aeterni Dei sotto il nome di "Congregazione per l'erezione delle chiese e le provviste concistoriali", cambiato poi in quello di "Sacra congregazione concistoriale". Papa Pio X con la costituzione apostolica Sapienti consilio del 29 giugno 1908 ne ampliò le attribuzioni, assegnandole la competenza relativa all'elezione dei Vescovi, all'erezione delle diocesi e dei capitoli dei canonici, alla vigilanza sul governo delle diocesi, al regime, disciplina, amministrazione e studi dei Seminari, già spettanti ad altre congregazioni (dei vescovi e regolari, Concilio e Sant'Uffizio) e commissioni soppresse; e le attribuì il compito di dirimere i dubbi circa la competenza delle congregazioni. Lo stesso Papa ne era il prefetto.
Con la costituzione apostolica Regimini Ecclesiae universae del 15 agosto 1967 di papa Paolo VI, venne di nuovo mutato il nome in quello di "Congregazione per i vescovi" e fu data una nuova specificazione delle sue competenze, ulteriormente chiarite con la costituzione apostolica Pastor Bonus, emanata da papa Giovanni Paolo II il 28 giugno 1988.
Con la costituzione apostolica Praedicate evangelium del 19 marzo 2022 ha assunto l'attuale denominazione

## Funzioni
L'ambito di competenza del dicastero è definito dagli articoli 103-112 di Praedicate evangelium.
È il dicastero che, per la Chiesa latina e ad eccezione dei territori di missione, ha il compito di erigere le nuove diocesi, le province e le regioni ecclesiastiche e costituire gli ordinariati militari; provvede inoltre alla selezione e alla nomina dei nuovi vescovi ed amministratori apostolici e dei loro coadiutori e ausiliari; vigila sul governo delle diocesi e organizza le visite ad limina (i viaggi che, di regola, ogni cinque anni i vescovi di tutto il mondo devono compiere a Roma per rendere conto alla Santa Sede dello stato della loro diocesi).

## Cronotassi

### Prefetti
Dal 1588 al 1965 con il titolo di segretario (poiché a capo del dicastero vi era il Papa). Dal 1965 ad oggi con il titolo di prefetto.
Sacra Congregazione Concistoriale
- Monsignore Guido Passionei †
- Monsignore Domenico Riviera † (19 febbraio 1710 – 24 luglio 1730 nominato segretario della Congregazione della Sacra Consulta)
- Monsignori Alessandro Tanara e Filippo Maria de Monti † (24 luglio 1730 - 18 febbraio 1735 nominati segretari della Congregazione di Propaganda Fide)
- Monsignore Giuseppe Livizzani Mulazzani † (17 marzo 1735 - 1º gennaio 1744 dimesso)
- Monsignore Nicolò Maria Antonelli † (3 febbraio 1744 - 1º marzo 1757 nominato segretario della Congregazione di Propaganda Fide)
- Monsignore Leonardo Antonelli † (1º marzo 1757 - 26 settembre 1766 nominato assessore della Congregazione della Romana e Universale Inquisizione)
- Monsignore Muzio Gallo † (1º gennaio 1767 - 1º gennaio 1770 dimesso)
- Monsignore Raffaele Mazzio † (6 aprile 1818 - 28 dicembre 1824 nominato assessore della Congregazione della Romana e Universale Inquisizione)
- Monsignore Paolo Polidori † (28 dicembre 1824 - 1º ottobre 1831 dimesso)
- Arcivescovo Luigi Frezza † (1º ottobre 1831 - 11 luglio 1836 pubblicato cardinale)
- Monsignore Silvestro Belli † (11 luglio 1836 - 12 luglio 1841 pubblicato cardinale)
- Monsignore Antonio Maria Cagiano de Azevedo † (12 luglio 1841 - 28 gennaio 1843 nominato uditore generale della Camera Apostolica)
- Patriarca Ruggero Luigi Emidio Antici Mattei † (1º gennaio 1850 - 31 marzo 1875 nominato uditore generale della Camera Apostolica)
- Monsignore Pietro Lasagni † (31 marzo 1875 - 27 marzo 1882 pubblicato cardinale)
- Cardinale Carmine Gori-Merosi † (30 marzo 1882 - 15 settembre 1886 deceduto)
- Cardinale Carlo Nocella † (21 marzo 1892 - 22 giugno 1903 creato cardinale)
- Cardinale Rafael Merry del Val † (21 luglio - 9 novembre 1903 nominato pro-Segretario di Stato)
- Cardinale Gaetano De Lai † (20 ottobre 1908 - 24 ottobre 1928 deceduto)
  - Cardinale Carlo Perosi † (10 febbraio 1928 - 1º novembre 1928 nominato segretario del medesimo dicastero) (pro-segretario)
- Cardinale Carlo Perosi † (1º novembre 1928 - 22 febbraio 1930 deceduto)
- Cardinale Raffaele Carlo Rossi, O.C.D. † (4 luglio 1930 - 17 settembre 1948 deceduto)
- Cardinale Adeodato Piazza, O.C.D. † (1º ottobre 1948 - 30 novembre 1957 deceduto)
- Cardinale Marcello Mimmi † (15 dicembre 1957 - 6 marzo 1961 deceduto)
- Cardinale Carlo Confalonieri † (14 marzo 1961 - 1965 nominato pro-prefetto del medesimo dicastero)
  - Cardinale Carlo Confalonieri † (1965 - 15 agosto 1967 nominato prefetto del rinnovato dicastero) (pro-prefetto)

Congregazione per i vescovi
- Cardinale Carlo Confalonieri † (15 agosto 1967 - 25 febbraio 1973 ritirato)
- Cardinale Sebastiano Baggio † (26 febbraio 1973 - 8 aprile 1984 nominato Governatore della Città del Vaticano)
- Cardinale Bernardin Gantin † (8 aprile 1984 - 25 giugno 1998 ritirato)
- Cardinale Lucas Moreira Neves, O.P. † (25 giugno 1998 - 16 settembre 2000 ritirato)
- Cardinale Giovanni Battista Re (16 settembre 2000 - 30 giugno 2010 ritirato)
- Cardinale Marc Ouellet, P.S.S. (30 giugno 2010 - 5 giugno 2022 nominato prefetto del rinnovato dicastero)

Dicastero per i vescovi
- Cardinale Marc Ouellet, P.S.S. (5 giugno 2022 - 30 gennaio 2023 ritirato)
- Cardinale Robert Francis Prevost, O.S.A. (30 gennaio 2023 - 21 aprile 2025 cessato[2])

### Assessori
- Monsignore Scipione Tecchi † (24 ottobre 1908 - 25 maggio 1914 creato cardinale)
- Arcivescovo Tommaso Pio Boggiani, O.P. † (7 luglio 1914 - 4 dicembre 1916 creato cardinale)
- Arcivescovo Vincenzo Sardi di Rivisondoli † (1916 - 12 agosto 1920 deceduto)
- Monsignore Luigi Sincero † (12 ottobre 1920 - 23 maggio 1923 creato cardinale)
- Arcivescovo Raffaele Carlo Rossi, O.C.D. † (7 giugno 1923 - 30 giugno 1930 creato cardinale)
- Monsignore Vincenzo Santoro † (3 luglio 1930 - 21 maggio 1943 dimesso)
- Monsignore Benedetto Renzoni † (1943 - 1950 dimesso)
- Arcivescovo Giuseppe Antonio Ferretto † (27 giugno 1950 - 16 gennaio 1961 creato cardinale)
- Arcivescovo Francesco Carpino † (19 gennaio 1961 - 1965 nominato segretario del medesimo dicastero)

### Segretari
- Arcivescovo Francesco Carpino † (1965 - 7 aprile 1967 nominato pro-prefetto della Congregazione per la disciplina dei sacramenti)
- Arcivescovo Ernesto Civardi † (17 maggio 1967 - 30 giugno 1979 nominato cardinale diacono di San Teodoro)
- Arcivescovo Lucas Moreira Neves † (15 ottobre 1979 - 9 luglio 1987 nominato arcivescovo di San Salvador De Bahia)
- Arcivescovo Giovanni Battista Re (9 ottobre 1987 - 12 dicembre 1989 nominato sostituto per gli Affari Generali della Segreteria di Stato)
- Arcivescovo Justin Francis Rigali (21 dicembre 1989 - 25 gennaio 1994 nominato arcivescovo di Saint Louis)
- Arcivescovo Jorge María Mejía † (5 marzo 1994 - 7 marzo 1998 nominato archivista e bibliotecario di Santa Romana Chiesa)
- Arcivescovo Francesco Monterisi (7 marzo 1998 - 3 luglio 2009 nominato arciprete della Basilica Papale di San Paolo fuori le Mura)
- Arcivescovo Manuel Monteiro de Castro (3 luglio 2009 - 5 gennaio 2012 nominato penitenziere maggiore)
- Arcivescovo Lorenzo Baldisseri (11 gennaio 2012 - 21 settembre 2013 nominato segretario generale del Sinodo dei vescovi)
- Arcivescovo Ilson de Jesus Montanari, dal 12 ottobre 2013

### Sottosegretari
- Presbitero Ernesto Civardi (1965 - 17 maggio 1967 nominato segretario del medesimo dicastero)
- Monsignore Goffredo Mariani (1967 - 1974 dimesso)
- Monsignore Jozef Tomko (1974 - 12 luglio 1979 nominato segretario generale del Sinodo dei vescovi)
- Monsignore Marcello Costalunga (12 luglio 1979 - 10 dicembre 1990 nominato amministratore pontificio della basilica di San Paolo fuori le Mura e delegato pontificio per la basilica di Sant'Antonio di Padova)
- Monsignore Silvio Padoin (10 dicembre 1990 - 8 maggio 1993 nominato vescovo di Pozzuoli)
- Monsignore Giovanni Maria Rossi (8 maggio 1993 - ottobre 2011 ritirato)
- Monsignore Udo Breitbach (25 gennaio 2012 - 29 giugno 2023 dimesso)
- Monsignore Ivan Kovač, dal 29 giugno 2023

### Sottosegretari aggiunti
- Monsignore Serge Patrick Poitras (29 dicembre 2010 - 10 novembre 2012 nominato vescovo di Timmins)